# 魏建华
魏建华（1979年3月23日—）是中华人民共和国退役女子标枪运动员。她的个人最好一掷是63.92米，于2000年8月在北京取得。这也是亚洲纪录直至2012年4月她的同胞吕会会掷出64.95米。
她以旧模式标枪在1997年中华人民共和国全国运动会上以66.64米夺冠。她在1998年世界青年田径锦标赛上赢得铜牌，并很快达到该项目顶尖水平。她参加2000年夏季奥林匹克运动会和1999年、2001年的世界田径锦标赛，都以前十名完赛。在2001年她还赢得东亚运动会冠军和2001年夏季大学生运动会铜牌。
她生于四川成都但代表山西参加地区赛事。2002年她右肩的一次重创使她的职业生涯早早结束。她称这次伤势使她告别了致力训练的生活，与丈夫开始家庭生活。她在2012年重返体育界，教练和组建山西地区队。

## 国际战绩
| 年        | 賽事           | 舉辦城市       | 名次      | 記錄      |
| 代表 中国 | 代表 中国      | 代表 中国      | 代表 中国 | 代表 中国 |
| --------- | -------------- | -------------- | --------- | --------- |
| 1998      | 世界青年锦标赛 | 法兰西阿讷西   | 第3名     | 59.10 m   |
| 1999      | 世界锦标赛     | 西班牙塞维利亚 | 第7名     | 62.97 m   |
| 2000      | 奥林匹克运动会 | 澳大利亚悉尼   | 第10名    | 58.33 m   |
| 2001      | 东亚运动会     | 日本大阪       | 第1名     | 61.10 m   |
| 2001      | 世界锦标赛     | 加拿大埃德蒙顿 | 第10名    | 58.45 m   |
| 2001      | 大学生运动会   | 中国北京       | 第3名     | 57.84 m   |

## 外部連結
- Wei Jianhua在的頁面